# Борщівське гето
48°48′ пн. ш. 26°03′ сх. д. / 48.8° пн. ш. 26.05° сх. д.
Борщі́вське ге́то — єврейське гето в період Другої світової війни, створене нацистською Німеччиною у квітні 1942 року в місті Борщів на території СРСР, окупованій нацистами в результаті операції «Барбаросса».

## Історія гето
Гето в Борщові створене 1 квітня 1942 року і діяло до липня 1943 року. Налічувало близько 4 тисяч осіб.

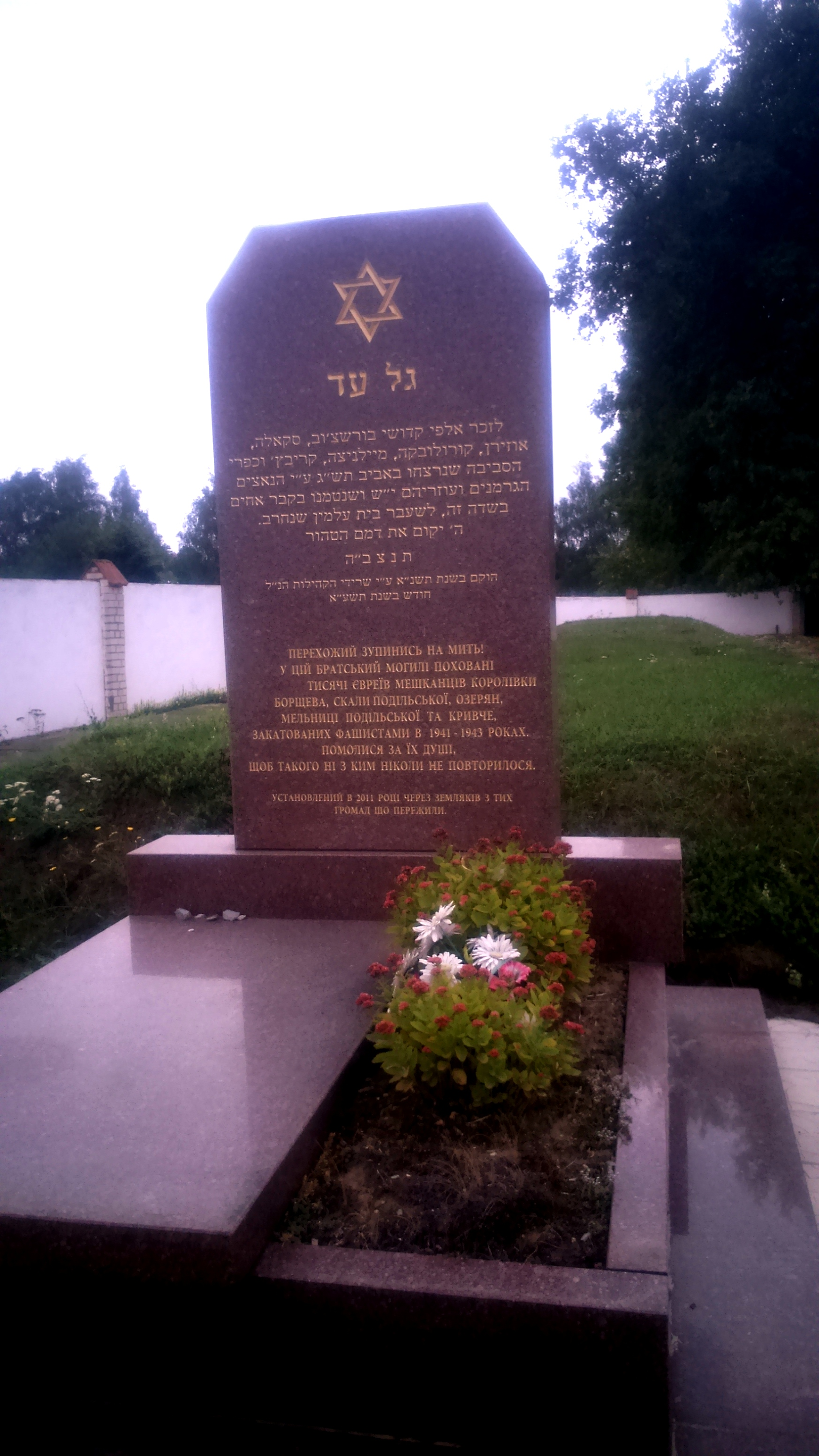
Пам'ятник жертвам борщівського єврейського гето

Спочатку гето не було обгороджене, але єврейському населенню не дозволяли виходити назовні. Сюди звезли людей як з Борщова, так і з Озерян, Мельниці-Подільської, Скали-Подільської, Кривчого, Королівки, частково Чорткова та Золочева.
26 вересня на площі розстріляли близько 100 в'язнів, переважно старих і хворих, 800 відправили у Белжець. Групу молоді відправили до Янівського концтабору у Львові.
13 березня 1943 року ще близько 400 осіб відправили у Белжець. 19 квітня 1943 року на єврейському кладовищі (на окраїні міста, по дорозі на село Верхняківці) німецькою та українською поліцією розстріляно близько 800 осіб. 5 червня на кладовищі розстріляли ще близько 700 осіб. 9-14 червня на кладовищі додатково убили 1 тис. 800 осіб. Після цього нацисти визнали Борщів юденфрай, «вільним від євреїв».
Частина євреїв, щоправда, переховувалась у різноманітних схованках як на території гето, так і в інших місцях. Тому спочатку окупаційна влада оголосила що тих, хто вийде сам, не будуть знищувати, а залишать у робочому таборі. Повірило близько 360 людей, яких розстріляли 14 серпня.
Кілька єврейських лікарів з гето потрапили в УПА, де допомагали у боротьбі з нацистами. У 1943 році було врятовано лікаря Тайбліса з Королівки та лікаря Моню Геляра з села Турильче.

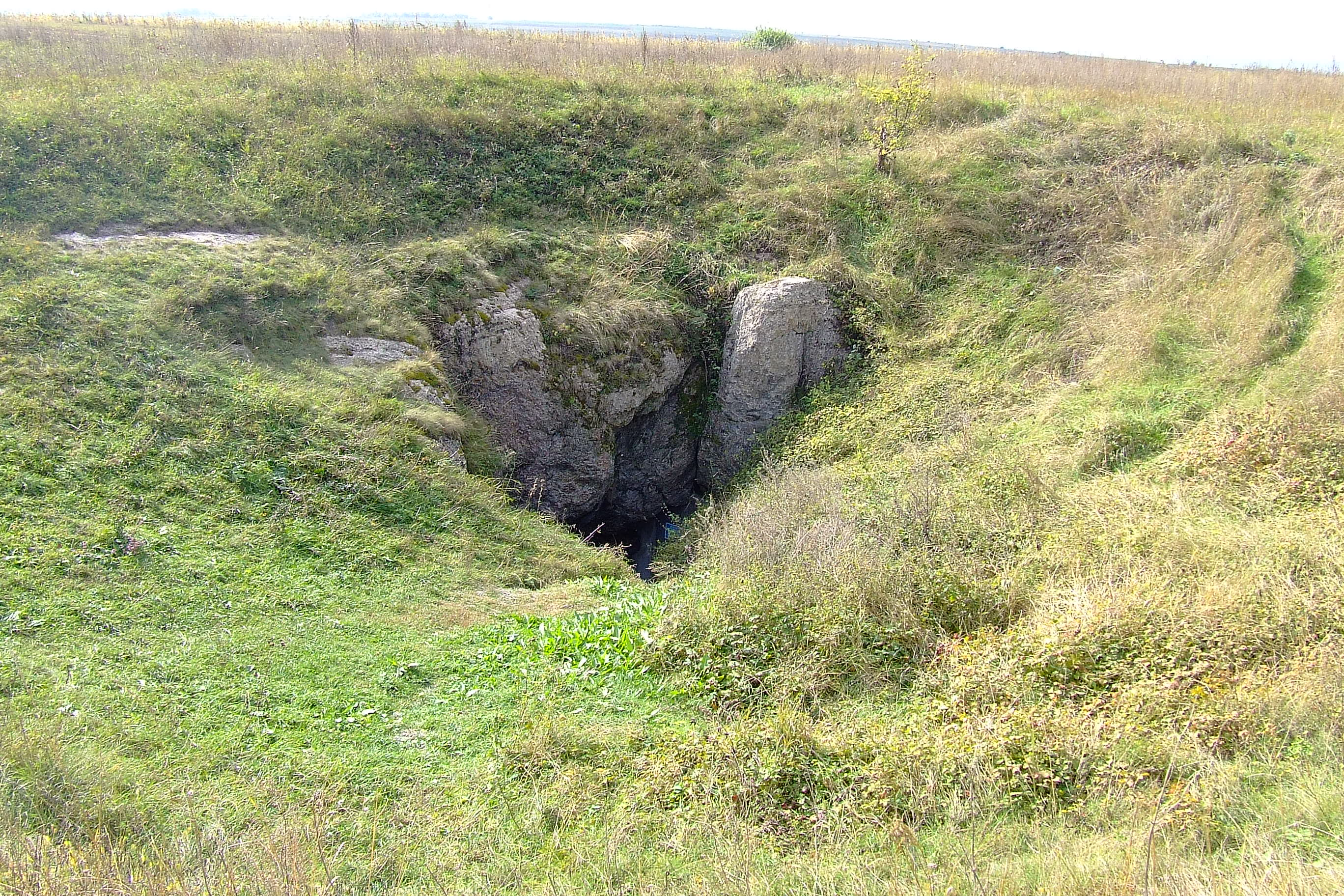
Вхід до печери Вертеба, сучасний вигляд.

Деяким людям вдалось переховуватись до кінця війни. Наприклад Зайда та Естер Штермери, їхні 6 дітей та кілька інших єврейських сімей із Королівки переховувались у печері Вертеба біля села Більче-Золоте. Коли посилились облави і двох убили, вони перейшли у печеру Попова Яма. Там 38 людей переховувались 511 днів. Місцеві селяни передавали євреям їжу. Зокрема, один селянин передав віз ячменю. Люди перетирали ячмінь, і так їли. У 1993 році поліцейський офіцер з Нью-Йорку, сплеолог-любитель знайшов залишки їх поселення у Поповій Ямі.
Окремі діти, які уникнули розстрілу, таємно жили у сім'ях селян. Багатьом жителям Борщівського району надано звання «Праведників народів світу».

## Ушанування пам'яті
Перехожий, зупинись на мить!

У цій братській могилі поховані

тисячі євреїв мешканців Королівки,

Борщева, Скали-Подільської, Озерян,

Мельниці-Подільської та Кривче,

закатованих фашистами в 1941–1943 роках.

Помолися за їх душі,

щоб такого ні з ким ніколи не повторилося.
Напис на пам'ятнику
У Борщові на місці знищеного єврейського кладовища за радянської влади було побудовано спортивний комплекс. У 1990 році частину стадіону віддано для спорудження пам'ятника. Його було встановлено у 2011 році.

## Голокост у Борщівському районі в культурі
У квітні 2005 року в одному з найпопулярніших американських журналів для сімейного читання «Reader's Digest» вийшла стаття Пітера Лейн Тейлора «Під землею» про Зайду Штермера та інших врятованих у печерах.
Режисер-документаліст Жанет Тобіас зі США у фільмі «Немає місця на Землі» розповіла про життя євреїв, що переховувались у Вертебі та Поповій Ямі. Постановчі епізоди, щоправда, знімали не в Україні, а в Угорщині, у схожій печері. Знімання у Поповій Ямі потребували б багато часу та коштів. Естер Штермер, її дітей та внуків у фільмі грали угорські актори.